# Hyalurga pura
Hyalurga pura là một loài bướm đêm thuộc phân họ Arctiinae, họ Erebidae.